# Adam Idah
Adam Uche Idah (Cork, 11 febbraio 2001) è un calciatore irlandese, attaccante del Celtic, e della nazionale irlandese.

## Caratteristiche tecniche
È un centravanti forte fisicamente ed abile nel gioco aereo. Abile nell'aprire spazi per i compagni e dotato di un buon senso del gol, dà il meglio di se negli ultimi 16 metri di campo.

## Carriera

### Club

#### Giovanili e crescita al Norwich City
Cresciuto nel settore giovanile del Norwich City, ha esordito in prima squadra il 27 agosto 2019 disputando l'incontro di coppa di lega perso 1-0 contro il Crawley Town.
Il 1º gennaio 2020 ha debuttato in Premier League disputando l'incontro pareggiato 1-1 contro il Crystal Palace e tre giorni più tardi ha realizzato una tripletta in FA Cup nella vittoria per 4-2 contro il Preston N.E..  Il 12 settembre 2020 sigla il goal vittoria nella sfida in trasferta contro l'Huddersfield Town in Championship,  torna al goal contro il Wycombe e contro il Barnsley contribuendo alla promozione del club inglese in Premier League.
Il 15 gennaio 2022 segna il suo primo goal in Premier League nella vittoria contro l'Everton per 2-1.
Saluta il club inglese dopo più di 7 anni tra giovanili e prima squadra, 116 presenze con 17 goal e 4 assist in tutte le competizioni.

#### Celtic
Ad inizio febbraio 2024 passa in prestito al Celtic fino al termine della stagione. Il suo impatto nel nuovo club è ottimo, segna 7 goal e 2 assist in 10 presenze di Scottish Premiership e 1 rete sia in coppa di Scozia che in coppa di lega scozzese.
Il 14 agosto 2024, a seguito delle prestazioni convincenti, viene riscattato dal Celtic per 9 milioni di euro, firmando un contratto fino al 30 giugno 2029.

### Nazionale
Dopo avere rappresentato le selezioni giovanili irlandesi, il 3 settembre 2020, a 19 anni, debutta con la nazionale maggiore in occasione del pareggio per 1-1 contro la Bulgaria.
Il 19 giugno 2023 realizza la sua prima rete per l'Irlanda nel successo per 3-0 contro Gibilterra.

## Statistiche
Statistiche aggiornate al 2 maggio 2025.

### Presenze e reti nei club
| Stagione        | Squadra         | Campionato      | Campionato | Campionato | Coppe nazionali | Coppe nazionali | Coppe nazionali | Coppe continentali | Coppe continentali | Coppe continentali | Altre coppe | Altre coppe | Altre coppe | Totale | Totale | Totale |
| Stagione        | Squadra         | Comp            | Pres       | Reti       | Comp            | Pres            | Reti            | Comp               | Pres               | Reti               | Comp        | Pres        | Reti        | Pres   | Reti   |        |
| --------------- | --------------- | --------------- | ---------- | ---------- | --------------- | --------------- | --------------- | ------------------ | ------------------ | ------------------ | ----------- | ----------- | ----------- | ------ | ------ | ------ |
| 2019-2020       | Norwich City    | PL              | 12         | 0          | FACup+CdL       | 3+1             | 3+0             |                    | -                  | -                  |             | -           | -           | 16     | 3      |        |
| 2020-2021       | Norwich City    | FLC             | 17         | 3          | FACup+CdL       | 0               | 0               |                    | -                  | -                  |             | -           | -           | 17     | 3      |        |
| 2021-2022       | Norwich City    | PL              | 17         | 1          | FACup+CdL       | 2+2             | 0               |                    | -                  | -                  |             | -           | -           | 21     | 1      |        |
| 2022-2023       | Norwich City    | FLC             | 25         | 2          | FACup+CdL       | 1+1             | 0+1             |                    | -                  | -                  |             | -           | -           | 27     | 3      |        |
| 2023-gen. 2024  | Norwich City    | FLC             | 28         | 6          | FACup+CdL       | 3+3             | 1+0             |                    | -                  | -                  |             | -           | -           | 34     | 7      |        |
| gen.-giu. 2024  | Celtic          | SPL             | 15         | 8          | SC+CdL          | 4+0             | 1+0             | UCL                | -                  | -                  |             | -           | -           | 19     | 9      |        |
| ago. 2024       | Norwich City    | FLC             | 1          | 0          | FACup+CdL       | 0+0             | 0+0             |                    | -                  | -                  |             | -           | -           | 1      | 0      |        |
| Totale Norwich  | Totale Norwich  | Totale Norwich  | 100        | 12         |                 | 16              | 5               |                    | -                  | -                  |             | -           | -           | 116    | 17     |        |
| 2024-2025       | Celtic          | SPL             | 28         | 10         | SC+CdL          | 1+4             | 0+2             | UCL                | 7                  | 1                  |             | -           | -           | 40     | 13     |        |
| Totale Celtic   | Totale Celtic   | Totale Celtic   | 43         | 18         |                 | 9               | 3               |                    | 7                  | 1                  |             | -           | -           | 59     | 22     |        |
| Totale carriera | Totale carriera | Totale carriera | 143        | 30         |                 | 25              | 8               |                    | 7                  | 1                  |             | -           | -           | 175    | 39     |        |

### Cronologia presenze e reti in nazionale
| Cronologia completa delle presenze e delle reti in nazionale ― Irlanda | Cronologia completa delle presenze e delle reti in nazionale ― Irlanda | Cronologia completa delle presenze e delle reti in nazionale ― Irlanda | Cronologia completa delle presenze e delle reti in nazionale ― Irlanda | Cronologia completa delle presenze e delle reti in nazionale ― Irlanda | Cronologia completa delle presenze e delle reti in nazionale ― Irlanda | Cronologia completa delle presenze e delle reti in nazionale ― Irlanda | Cronologia completa delle presenze e delle reti in nazionale ― Irlanda |
| Data                                                                   | Città                                                                  | In casa                                                                | Risultato                                                              | Ospiti                                                                 | Competizione                                                           | Reti                                                                   | Note                                                                   |
| ---------------------------------------------------------------------- | ---------------------------------------------------------------------- | ---------------------------------------------------------------------- | ---------------------------------------------------------------------- | ---------------------------------------------------------------------- | ---------------------------------------------------------------------- | ---------------------------------------------------------------------- | ---------------------------------------------------------------------- |
| 3-9-2020                                                               | Sofia                                                                  | Bulgaria                                                               | 1 – 1                                                                  | Irlanda                                                                | UEFA Nations League 2020-2021 - 1º turno                               | -                                                                      | 77’                                                                    |
| 6-9-2020                                                               | Dublino                                                                | Irlanda                                                                | 0 – 1                                                                  | Finlandia                                                              | UEFA Nations League 2020-2021 - 1º turno                               | -                                                                      | 66’                                                                    |
| 14-10-2020                                                             | Helsinki                                                               | Finlandia                                                              | 1 – 0                                                                  | Irlanda                                                                | UEFA Nations League 2020-2021 - 1º turno                               | -                                                                      | 75’                                                                    |
| 12-11-2020                                                             | Londra                                                                 | Inghilterra                                                            | 3 – 0                                                                  | Irlanda                                                                | Amichevole                                                             | -                                                                      | 71’                                                                    |
| 15-11-2020                                                             | Cardiff                                                                | Galles                                                                 | 1 – 0                                                                  | Irlanda                                                                | UEFA Nations League 2020-2021 - 1º turno                               | -                                                                      | 75’                                                                    |
| 3-6-2021                                                               | Andorra la Vella                                                       | Andorra                                                                | 1 – 4                                                                  | Irlanda                                                                | Amichevole                                                             | -                                                                      | 66’                                                                    |
| 8-6-2021                                                               | Budapest                                                               | Ungheria                                                               | 0 – 0                                                                  | Irlanda                                                                | Amichevole                                                             | -                                                                      | 89’                                                                    |
| 1-9-2021                                                               | Faro                                                                   | Portogallo                                                             | 2 – 1                                                                  | Irlanda                                                                | Qual. Mondiali 2022                                                    | -                                                                      |                                                                        |
| 4-9-2021                                                               | Dublino                                                                | Irlanda                                                                | 1 – 1                                                                  | Azerbaigian                                                            | Qual. Mondiali 2022                                                    | -                                                                      |                                                                        |
| 7-9-2021                                                               | Dublino                                                                | Irlanda                                                                | 1 – 1                                                                  | Serbia                                                                 | Qual. Mondiali 2022                                                    | -                                                                      | 35’ 78’                                                                |
| 9-10-2021                                                              | Baku                                                                   | Azerbaigian                                                            | 0 – 3                                                                  | Irlanda                                                                | Qual. Mondiali 2022                                                    | -                                                                      | 59’                                                                    |
| 11-11-2021                                                             | Dublino                                                                | Irlanda                                                                | 0 – 0                                                                  | Portogallo                                                             | Qual. Mondiali 2022                                                    | -                                                                      | 61’                                                                    |
| 14-11-2021                                                             | Lussemburgo                                                            | Lussemburgo                                                            | 0 – 3                                                                  | Irlanda                                                                | Qual. Mondiali 2022                                                    | -                                                                      | 62’                                                                    |
| 27-3-2023                                                              | Dublino                                                                | Irlanda                                                                | 0 – 1                                                                  | Francia                                                                | Qual. Euro 2024                                                        | -                                                                      | 65’ 88’                                                                |
| 16-6-2023                                                              | Atene                                                                  | Grecia                                                                 | 2 – 1                                                                  | Irlanda                                                                | Qual. Euro 2024                                                        | -                                                                      | 45’                                                                    |
| 19-6-2023                                                              | Dublino                                                                | Irlanda                                                                | 3 – 0                                                                  | Gibilterra                                                             | Qual. Euro 2024                                                        | 1                                                                      | 84’                                                                    |
| 7-9-2023                                                               | Parigi                                                                 | Francia                                                                | 2 – 0                                                                  | Irlanda                                                                | Qual. Euro 2024                                                        | -                                                                      | 62’                                                                    |
| 10-9-2023                                                              | Dublino                                                                | Irlanda                                                                | 1 – 2                                                                  | Paesi Bassi                                                            | Qual. Euro 2024                                                        | 1                                                                      |                                                                        |
| 13-10-2023                                                             | Dublino                                                                | Irlanda                                                                | 0 – 2                                                                  | Grecia                                                                 | Qual. Euro 2024                                                        | -                                                                      | 85’                                                                    |
| 16-10-2023                                                             | Faro                                                                   | Gibilterra                                                             | 0 – 4                                                                  | Irlanda                                                                | Qual. Euro 2024                                                        | -                                                                      | 66’                                                                    |
| 18-11-2023                                                             | Amsterdam                                                              | Paesi Bassi                                                            | 1 – 0                                                                  | Irlanda                                                                | Qual. Euro 2024                                                        | -                                                                      | 46’ 90’                                                                |
| 21-11-2023                                                             | Dublino                                                                | Irlanda                                                                | 1 – 1                                                                  | Nuova Zelanda                                                          | Amichevole                                                             | 1                                                                      | 66’                                                                    |
| 23-3-2024                                                              | Dublino                                                                | Irlanda                                                                | 0 – 0                                                                  | Belgio                                                                 | Amichevole                                                             | -                                                                      | 70’                                                                    |
| 26-3-2024                                                              | Dublino                                                                | Irlanda                                                                | 0 – 1                                                                  | Svizzera                                                               | Amichevole                                                             | -                                                                      | 57’                                                                    |
| 4-6-2024                                                               | Dublino                                                                | Irlanda                                                                | 2 – 1                                                                  | Ungheria                                                               | Amichevole                                                             | 1                                                                      | 71’                                                                    |
| 11-6-2024                                                              | Aveiro                                                                 | Portogallo                                                             | 3 – 0                                                                  | Irlanda                                                                | Amichevole                                                             | -                                                                      | 53’                                                                    |
| 7-9-2024                                                               | Dublino                                                                | Irlanda                                                                | 0 – 2                                                                  | Inghilterra                                                            | UEFA Nations League 2024-2025 - 1º turno                               | -                                                                      | 75’                                                                    |
| 10-9-2024                                                              | Dublino                                                                | Irlanda                                                                | 0 – 2                                                                  | Grecia                                                                 | UEFA Nations League 2024-2025 - 1º turno                               | -                                                                      | 84’                                                                    |
| 10-10-2024                                                             | Helsinki                                                               | Finlandia                                                              | 1 – 2                                                                  | Irlanda                                                                | UEFA Nations League 2024-2025 - 1º turno                               | -                                                                      | 80’                                                                    |
| 23-3-2025                                                              | Dublino                                                                | Irlanda                                                                | 2 – 1                                                                  | Bulgaria                                                               | UEFA Nations League 2024-2025 - Play-off                               | 1                                                                      | 65’                                                                    |
| 6-6-2025                                                               | Dublino                                                                | Irlanda                                                                | 1 – 1                                                                  | Senegal                                                                | Amichevole                                                             | -                                                                      | 90+2’                                                                  |
| 10-6-2025                                                              | Lussemburgo                                                            | Lussemburgo                                                            | 0 – 0                                                                  | Irlanda                                                                | Amichevole                                                             | -                                                                      | 76’                                                                    |
| Totale                                                                 |                                                                        | Presenze                                                               | 32                                                                     |                                                                        | Reti                                                                   | 5                                                                      |                                                                        |

## Palmarès

### Club

#### Competizioni nazionali
- Campionato inglese di seconda divisione: 1

Norwich City: 2020-2021
- Campionato scozzese: 2

Celtic: 2023-2024, 2024-2025
- Coppa di Scozia: 1

Celtic: 2023-2024
- Coppa di Lega scozzese: 1

Celtic: 2024-2025